# سورنا (بالگرد)
سورنا بالگردی ایرانی است که در آبان ۱۳۹۳ رونمایی شد.این بالگرد سبک و چهار نفره استو کاربرد‌های گشت‌زنی، امدادرسانی و آموزشی دارد.

## رونمایی
سورنا به همراه ابابیل ۳ در هفتمین نمایشگاه دوسالانه بین‌المللی صنعت هوایی و هوانوردی ایران با حضور مهمانان خارجی در آبان ۹۳در جزیره کیش رونمایی شد.

## سازنده
طراحی این بالگرد در صنایع بزرگ بالگردی پنها و با کمک هساو دانشگاه‌ها و شرکت‌های دانش بنیان داخلی انجام شده‌است.

## توانایی‌ها
حداکثر وزن آن حدود ۱۱۴۴ کیلوگرم است.  بالاترین سرعت بالگرد سورنا نزدیک به ۱۶۰-۲۴۰ کیلومتر در ساعت است که بسته به شرایط مختلف (۱۶۰ کیلومتر در حالت استاندارد) است.برد آن تقریباً ۵۵۵ کیلومتر است.  بالگرد سورنا، کاربرد‌های آموزشی، گشت زنی و امداد رسانی دارد و از بالگرد‌های مورد استفاده واحد‌های هلال احمر نیز هست. این بالگرد دارای موتور پیستونی ۳۰۰ اسب بخار است و توانایی حمل ۴ سرنشین را دارد.
| بیشترین وزن برخاست | ۱۱۴۴ کیلوگرم        |
| بیشترین سرعت       | ۲۴۰ کیلومتر در ساعت |
| سقف ارتفاع         | ۱۴ هزار پا          |
| سقف ارتفاع ایستایی | ۹۰۰۰ پا             |
| نرخ صعود           | ۵٫۰۸ متر در ثانیه   |
| برد                | ۵۵۵ کیلومتر         |